# Po Nraop
Po Nraop (?-?) hay Bà Tấm (chữ Hán: 婆抋) là vua của tiểu quốc Panduranga (Chiêm Thành) từ năm 1651 đến năm 1653. Ông là em trai của vua Po Rome.
Năm 1653, Bà Tấm quấy nhiễu ở đất Phú Yên. Nguyễn Phúc Tần cho 3000 quân sang đánh, quân Nguyễn hạ được thành. Bà Tấm trốn chạy, sau phải dâng thư xin hàng, vùng phía Đông Sông Dinh (hay sông Cái Phan Rang) đến địa đầu Phú Yên (vùng Kauthara) bị mất vào tay chúa Nguyễn, chỉ còn phần phía Tây sông này (vùng Panduranga) là thuộc về Chiêm Thành.